# Bodilus transvaalensis
Bodilus transvaalensis är en skalbaggsart som beskrevs av S. Endrödi 1979. Bodilus transvaalensis ingår i släktet Bodilus och familjen Aphodiidae. Inga underarter finns listade.